# Oleh Mikhniouk
Oleh Ivanovytch Mikhniouk (en ukrainien : Міхнюк Олег Іванович), né le 27 octobre 1965  et mort le 20 août 2014, est un militant et soldat ukrainien.

## Carrière
Il sert dans les forces armées de l'Union soviétique pendant la guerre soviéto-afghane. Il participe à l'Euromaïdan. Il est tué au combat contre les forces rebelles dans le Donbass. Il est à ce titre récipiendaire de l'Ordre ukrainien de l'étoile d'or et de l'Ordre du courage. Le 21 août 2015, il est nommé à titre posthume Héros d'Ukraine,,,,.